# Hoplocephalus bitorquatus
Hoplocephalus bitorquatus är en ormart som beskrevs av Jan 1859. Hoplocephalus bitorquatus ingår i släktet Hoplocephalus och familjen giftsnokar och underfamiljen havsormar. Inga underarter finns listade i Catalogue of Life.
Arten förekommer i delstaterna New South Wales och Queensland i Australien. Honor lägger inga ägg utan föder levande ungar.